# Rubia himalayensis
Rubia himalayensis là một loài thực vật có hoa trong họ Thiến thảo. Loài này được Klotzsch miêu tả khoa học đầu tiên năm 1862.